# Stranderholm
Stranderholm er en parcelgård fra Klarupgaard, som tidligere hed Christiansholm. Stranderholm er udskilt af Verner Christensen. Gården ligger i Klarup Sogn i Aalborg Kommune, tidligere i Fleskum Herred, Ålborg Amt.
Stranderholm Gods er på 271 hektar
Stranderholm brændte ned til grunden 26. Juni 2020.

## Stranderholm trinbræt
Ved vejen Svinetruget 2 km syd for gården lå Stranderholm trinbræt på Aalborg-Hadsund Jernbane (1900-1969). National cykelrute 12 (Limfjordsruten) går nu på banetracéet mellem Gistrup og Storvorde.

## Ejere af Stranderholm
- (1810-1819) Verner Christensen
- (1819-1840) Christen Carl Christensen
- (1840-1847) Christian Søltoft
- (1847-1857) Arnold Branth
- (1857-1872) C. E. Bendz
- (1872-1890) Theodor Emil Hjorth
- (1890-1903) Konsortium
- (1903-1916) Chr. Preetzmann
- (1916-1917) Jens Nymann
- (1917-1946) Otto Nymann
- (1946-1956) Otto Nymann / Erik Nymann
- (1956-1980) Erik Nymann
- (1980-1985) Bente Nymann gift Hjorth
- (1985-1993) Bente Nymann gift Hjorth / Erik Hjorth
- (1993-) Erik Hjorth